# Masami Ihara
Masami Ihara (井原 正巳, Ihara Masami) (Kazuno, 18 de setembro de 1967) é um ex-futebolista profissional e treinador de futebol japonês que atuava como zagueiro. Disputou a Copa de 1998 pela Seleção Japonesa.

## Carreira
Por clubes, Ihara destacou-se pelo Yokohama F. Marinos, onde jogou por 10 temporadas (1990-99). Atuou em 267 jogos e marcou 5 gols, ganhando o apelido de "Mr. Marinos" pela torcida do "Tricolore", sendo o líder da zaga do time, além de auxiliar na integração de jovens talentos. Foi atuando pelo Marinos que o zagueiro foi eleito o melhor futebolista asiático em 1995 e foi campeão da J-League.
Jogou também por Júbilo Iwata e Urawa Red Diamonds, antes de encerrar a carreira em 2002, aos 35 anos. Como treinador, estreou no comando técnico da equipe sub-23 do Japão, entre 2006 e 2008. Foi também auxiliar-técnico no Kashiwa Reysol entre 2009 e 2014, com 2 passagens como técnico interino, em 2009 e 2013. Atualmente, Ihara é o comandante do Avispa Fukuoka, time da J2 League, a segunda divisão nacional.

## Seleção Japonesa
Ihara, que estreou na Seleção Japonesa em 1988 ainda como jogador semi-profissional (atuava pelo time da Universidade de Tsukuba), disputou, além da Copa de 1998, 3 edições da Copa da Ásia (1988, 1992 e 1996), a Copa Rei Fahd de 1995 e a Copa América de 1999. Durante os anos 90, foi um dos jogadores mais célebres do selecionado, juntamente com Kazuyoshi Miura e o brasileiro naturalizado Ruy Ramos.
Na França, o zagueiro foi o capitão na estreia do selecionado japonês em uma Copa, liderando a defesa que tinha, ainda, Akira Narahashi, Naoki Soma e Yutaka Akita, todos do Kashima Antlers, além do goleiro Yoshikatsu Kawaguchi, companheiro de Ihara no Yokohama F. Marinos. Apesar da eliminação na fase de grupos, o zagueiro foi peça importante para o time.
Até outubro de 2012, era o recordista de participações na Seleção Japonesa (122 jogos), sendo superado pelo meio-campista Yasuhito Endo, o atual recordista de jogos disputados (152).

## Títulos
Yokohama F. Marinos
- J-League 1995
- Copa do Imperador 1991,1992
- Copa Asiática dos Campeões de Copa 1992,1993

Seleção Japonesa
- Copa da Ásia de 1992

## Prêmios individuais
- Futebolista Asiático do Ano: 1995
- 11 melhores da J-League: 1993, 1994, 1995, 1996, 1997